# Comuna Vaniv, Sokal
Vaniv (în ucraineană Ванів) este o comună în raionul Sokal, regiunea Liov, Ucraina, formată din satele Hluhiv, Nîzî și Vaniv (reședința).

## Demografie
Componența lingvistică a comunei Vaniv
     Ucraineană (99,56%)
     Alte limbi (0,4%)
Conform recensământului din 2001, majoritatea populației comunei Vaniv era vorbitoare de ucraineană (99,56%), existând în minoritate și vorbitori de alte limbi.